# Bahir Dar
Bahir Dar (amharsko ባሕር ዳር, dob. 'morska obala') je glavno mesto regije Amhara v Etiopiji. Bahir Dar je ena izmed vodilnih turističnih destinacij v Etiopiji z različnimi znamenitostmi v bližnjem jezeru Tana in reki Modri Nil. Mesto je znano po širokih drevoredih, obdanih s palmami in raznolikim pisanim cvetjem. Leta 2002 je prejel nagrado UNESCO Cities for Peace Prize za obravnavo izzivov hitre urbanizacije.

## Zgodovina

### Izvor
Prvotno se je naselje imenovalo Bahir Gijorgis. Med letoma 1810 in 1900 je imel Bahir Dar 1200 do 2000 prebivalcev. Razvit je bil in situ kot samostan in funkcija trgovskega središča. V 19. stoletju so Bahir Dar obiskali belgijski, francoski, britanski in italijanski popotniki, ki so ga alternativno opisali kot vas ali mesto.

### 20. stoletje
V začetku 20. stoletja so Britanci, ki so želeli zgraditi jez na izlivu iz jezera Tana, poslali več študijskih skupin, kot so Dupis (1902), Grabham in Black (1920–21) ter Cheesman (1926–34). Leta 1930 je etiopska vlada v Bahir Dar poslala lastno skupino strokovnjakov, ki so Bahir Dar opisali kot vas s precejšnjo trgovsko dejavnostjo, s prebivalstvom iz notranjosti, pa tudi iz pristanišč jezera Tana, kot je Zege. V tem času so za Bahir Dar značilna različna tradicionalna poselitvena območja, od katerih se je vsako razlikovalo po družbenem položaju, ki so ga zasedali njegovi člani. Najpomembnejši sta bili skupnosti kahenat (duhovščina) in balabat. Poleg tega so tri skupine skupnosti najemnikov-obrtnikov, usnjarjev, muslimanskih tkalcev in mlinnarjev Vejto živele na balabatskih zemljiščih. Čeprav so bili vsi ekonomsko soodvisni, ni bilo medsebojnih zakonskih zvez med najemniškimi skupnostmi ali med njimi ter balabatom in kahenatom.
Maja 1936 so Bahir Dar zasedli Italijani, ki so mu dali sodobne urbane značilnosti. Z odpravo skupne družinske lastnine zemlje, znane kot Rists, so uvedli zasebno lastnino. Odtujitev balabatov od njihovih ristov, dodeljeno zemljišče za upravo, vojsko, letališko stezo in pristaniške zmogljivosti. Razmejene so bile nove stanovanjske in poslovne cone. Bahir Dar je bil povezan z motornimi čolni z drugimi pristanišči na jezeru Tana in z avtocestami z Gondarjem, Debre Markosom in Adis Abebo. Fizični in družbeni videz Bahir Darja se je precej spremenil. Pojavili so se novi poselitveni vzorci: italijansko taborišče, muslimanska skupnost in četrt Vejto, medtem ko je usnjarska četrt ostala nedotaknjena. Bahir Dar je postal talilni lonec različnih ljudi in kultur. V komercialni coni so se prvič pojavile različne vrste trgovin, čajnic, krojačnic, barov in restavracij, ki so jih vodili tujci. Etiopska udeležba v tem območju je bila nepomembna.
Italijani so Bahir Darju dali politični pomen, zaradi česar je postal upravno središče južnih ozemelj jezera Tana. Pokazali so tudi zanimanje za možnost osnovnega kmetijskega razvoja jezera Tana in Modrega Nila ter izkoriščanja njunih voda za hidroelektrično energijo. Leta 1941 je bila ponovno vzpostavljena etiopska vlada. Bahir Dar je postal prestolnica, najprej na ravni podokrožja in nato na ravni okrožja. Ustanovljeni so bili različni uradi in javne službe. Leta 1945 je bil Bahir Dar povišan v status občine. V zgodnjih 1950-ih je veljalo za najboljše mesto, izbrano za gradnjo alternativne prestolnice Etiopije.
V 1960-ih in 1970-ih je Bahir Dar hitro rasel in postal glavno mesto istoimenske avradže v regiji Godžam. Centralna vlada ga je razvila kot tržno in prometno središče gospodarske rasti jezera Tana in porečja Modrega Nila. Celovit urbanistični načrt z novo prostorsko ureditvijo so pripravili nemški strokovnjaki. Njegova izvedba je popolnoma spremenila fizični videz Bahir Darja, ki je zrasel kot središče industrijskega in gospodarskega razvoja. Zagotovljena je bila oskrba z vodo, hidroelektrarna, izboljšana jezerska pristanišča, most Abaj, tekstilne tovarne, bolnišnica in visokošolske ustanove, ki zdaj tvorijo univerzo Bahir Dar.
Med etiopsko državljansko vojno je maja 1988 603. korpus Tretje revolucionarne armade (TLA) postavil svoj štab v Bahir Darju. 3.–4. marca 1990 je TLA v neredu zapustila Bahir Dar in z nekaj sto vojaki razstrelila bližnji most, kar je silam TPLF/EPRDF preprečilo, da bi zasedle mesto. Vendar pa je Etiopska ljudska revolucionarna demokratična fronta (EPRDF) trdila, da je bila premalo učinkovita na območju, da bi takrat zavzela mesto in Dergova vojska je nekaj dni kasneje ponovno zasedla Bahir Dar. EPRDF je dobil stalni nadzor nad mestom 23. februarja 1991, kar je bil eden od ciljev operacije Tewodros. V 1990-ih je Bahir Dar doživel izjemno rast in širitev. Postal je glavno mesto nacionalne države Amhara. Gospodarska politika prostega trga države je spodbudila naložbe in druge tržne možnosti. Danes Bahir Dar ni samo središče uprave, ampak tudi jedro trgovine, industrije, prometa, komunikacij, zdravstva, izobraževanja in turizma.

### 21. stoletje
Mesto je v čast praznovanja tisočletnice med 6. in 9. januarjem 2007 gostilo nacionalni investicijski bazar in trgovski sejem. Mulat Gezahegn, vodja urada za usklajevanje trgovine, industrije in naložb, je povedal novinarjem, da je sodelovalo več kot 150 lokalnih in tujih podjetij.
22. junija 2019 je bil poskus državnega udara v regiji Amhara zapleten z usklajenimi atentati na vladne uradnike regije Amhara v Bahir Darju in Adis Abebi. General Se'are Mekonnen skupaj s svojim pomočnikom generalom Gizae Aberra, predsednik regije Amhara Ambachew Mekonnen skupaj s svetovalcem Ezezom Wassiejem in državni tožilec regije Amhara Megbaru Kebede so bili žrtve atentata. 24. junija so državni mediji objavili, da je bil general Asaminev Tsige ustreljen v Bahir Darju.

## Geografija
Bahir Dar je na izhodu reke Abaj iz jezera Tana na nadmorski višini 1820 metrov. Mesto je približno 578 km severozahodno od Adis Abebe. Območje jezera Tana je od leta 2015 Unescov biosferni rezervat.

### Podnebje
Bahir Dar ima mejno tropsko savansko podnebje (Köppen Aw), zelo blizu subtropskemu visokogorskemu podnebju (Cwb). Popoldanske temperature so vse leto zelo tople do vroče, jutranje temperature pa hladne; vendar pa je dnevni razpon veliko večji v sušnem obdobju večinoma brez oblakov.

## Demografija
Na podlagi popisa leta 2007, ki ga je izvedla Centralna statistična agencija Etiopije (CSA), je imelo posebno območje Bahir Dar skupno 221.991 prebivalcev, od tega 108.456 moških in 113.535 žensk; 180.174 ali 81,16 % je mestnih prebivalcev, preostalo prebivalstvo je živelo v podeželskih kebelih okoli Bahir Darja. Kot ugotavlja Philip Briggs, Bahir Dar »ni le eno največjih mest v Etiopiji, ampak tudi eno najhitreje rastočih – zahodno obrobje se je vidno razširilo, odkar je bila leta 1994 objavljena prva izdaja tega vodnika«. V dejansko je imelo mesto Bahir Dar povprečno letno rast prebivalstva 5,31 % od leta 2007 do 2023, medtem ko je imelo posebno območje Bahir Dar letno stopnjo rasti 4,75 %.

## Izobraževanje
Bahir Dar je dom številnih univerz in visokih šol. Najvidnejša od vseh je univerza Bahir Dar, ki je predvidela vpis več kot 40.000 študentov v študijskem letu, ki se je začelo oktobra 2012. Univerza Bahir Dar je dom več kot 40.000 študentov. Cesar Haile Selassie I. je 11. junija 1963 slovesno odprl tehnično šolo na univerzi Bahir Dar.
Kot del političnih pobud in razvojnih prizadevanj v Afriki je bilo ponovno zanimanje za visoko šolstvo v Etiopiji v središču partnerstev med vladnimi in zasebnimi financerji. Etiopski univerzitetni sistem je bil znan kot eden 'najhitreje rastočih' sistemov v enaindvajsetem stoletju.
Univerza Bahir Dar, ena največjih univerz v Etiopiji, ima vpisanih 45.000 študentov v 65 dodiplomskih in 67 podiplomskih programih. Uredba Sveta ministrov je leta 2000 združila Politehniko Bahir Dar in Učiteljsko šolo Bahir Dar za ustanovitev univerze. V podporo cilju države, da do leta 2025 doseže »status s srednjim dohodkom«, je raziskovalna prednostna naloga ustvarila enajst raziskovalnih centrov. znotraj univerze.